# 寡占
寡占（かせん、英: oligopoly）とは、市場の形態の一つで、ある商品やサービスに係る市場が少数の売り手（寡占者、寡占企業）に支配されている状態のこと。少数が1社だけである場合は独占、2社ならば複占という。このような市場では売り手側の参加者は事実上少数なので、寡占企業はそれぞれ、他の寡占企業の動向に影響を与えることができる。なお、買手側が寡占の場合（買手寡占）も存在する。

## 売手寡占
寡占市場は売り手間の戦略的関係（相互依存性）が起きやすいという特徴がある。ある会社の決定は他の会社の決定に影響を及ぼすし、逆にある会社の決定は他の会社の決定の影響を受けて行われるともいえる。寡占企業の戦略は常に、他の市場参加者（寡占企業）がとり得る反応をあらかじめ推測し考えに入れて立案される。
ゲーム理論が普及する前の（古典的）産業組織論などでは、寡占を表す手法として上位四大企業への集中率がよく使われる。これはある産業のマーケットシェアが大きい方から4つの企業のパーセンテージを加算したもので、寡占状態とはこの割合が40%を超えた時をいう。たとえばイギリスのスーパーマーケット産業では上位4社のシェアは70%以上、イギリスのビール産業では85%となり、両者とも寡占市場であるといえる。
企業同士の競争が、低価格・大量供給となって激烈になる場合もある。このときは市場が完全競争状態に近づき、消費者余剰が高まる。寡占状態が消えることを寡占解消という。（→ベルトラン・モデル）

## 買手寡占
買手寡占は、買い手の数が少ないという市場の状態である。これは、少数の会社が生産に必要な素材を得ようと競争しているような原料市場や、労働力市場で典型的に起こりうる。買手寡占においても、買い手同士での戦略的関係（相互依存性）が重要となる。
買い手も売り手も少数の市場は双方寡占という。（独占、買手独占、双方独占と同じ関係である。）

## 寡占の増加
高度に産業化された国々では、寡占は経済の様々なセクター（領域）に見ることができる。例えば自動車、消費財、製鉄などである。また、同時に、多くの産業領域で買手寡占も出現している。たとえば、航空宇宙産業などでは、もはや旅客機の製造業者は数えるほどしかないため、部品納入先や就職先は数社に限定されている。より典型的な寡占の例は、国の免許が必要とされるなど政府によって強く規制された市場に見られる（たとえば無線通信など）。
インフラ関連は信頼性や初期コストの問題から寡占になりやすい。資本主義国家であっても水道や電力の会社は国営や公営となっている場合がある（イスラエル電力公社、韓国電力公社など）。
特許で独占することにより1社の寡占となる例がある。パソコン用の簡易水冷装置はAsetekが特許を有するため、市場に出回っているのはライセンス契約した製品である。

## 主な寡占の例
| 市場                               | 会社 |
| 世界市場                           | 世界市場 |
| ---------------------------------- | --- |
| 石油                               | 国際石油資本 |
| コーラ (飲料)                      | コカ・コーラ、ペプシコーラ                                                                                                |
| 原子炉                             | アレヴァ-三菱重工業、東芝（ウェスチングハウス・エレクトリック・カンパニー）、ゼネラル・エレクトリック-日立製作所          |
| 大型旅客機                         | エアバス、ボーイング |
| パソコン用オペレーティングシステム | マイクロソフト、Apple |
| モバイルオペレーティングシステム   | Google、Apple |
| 検索エンジン                       | Google |
| 動画共有サービス                   | Google（YouTube） |
| 家庭用ゲーム機                     | 任天堂、ソニー・インタラクティブエンタテインメント、マイクロソフト                                                        |
| 筋電義手                           | オットーボック |
| 海底ケーブル                       | アルカテル・サブマリン・ネットワークス、サブコム、OCC                                                                     |
| インクジェットプリンター           | HP Inc.、キヤノン、エプソン                                                                                               |
| DRAM                               | サムスン電子、SKハイニックス、マイクロン・テクノロジ                                                                      |
| 有機ELパネル                       | サムスン電子、LGディスプレイ                                                                                              |
| ハードディスク                     | シーゲイト・テクノロジー、ウエスタンデジタル、東芝デバイス&ストレージ                                                     |
| CPU                                | インテル、AMD |
| PC用簡易水冷装置                   | Asetek |
| コンシューマ向けビデオカード用GPU  | NVIDIA、AMD |
| 日本市場                           | |
| 衛生陶器（便器）                   | TOTO、LIXIL（旧：INAX）                                                                                                   |
| 鉄鋼                               | 日本製鉄、JFEスチール、神戸製鋼所                                                                                         |
| 石油精製                           | ENEOSホールディングス-コスモ石油、出光興産                                                                                |
| 炭素繊維                           | 東レ、三菱レイヨン、帝人                                                                                                  |
| ガス給湯器                         | リンナイ、ノーリツ、パロマ                                                                                                |
| 携帯電話キャリア                   | NTTドコモ、KDDI、ソフトバンク、楽天モバイル                                                                               |
| ビール                             | アサヒビール、キリンビール、サントリー、サッポロビール （ただし、沖縄県では地元のオリオンビールが高いシェアを占めている） |
| ウイスキー                         | サントリー、ニッカウヰスキー                                                                                              |
| 普通自動車                         | トヨタ自動車（レクサス含む）、本田技研工業、日産自動車、マツダ、スバル、三菱自動車工業                                    |
| 軽自動車                           | ダイハツ工業、スズキ、本田技研工業、日産自動車、三菱自動車工業                                                            |
| トラック・バス                     | いすゞ自動車、日野自動車、三菱ふそうトラック・バス、UDトラックス                                                          |
| オートバイ                         | ヤマハ発動機、カワサキモータース、スズキ、本田技研工業                                                                    |
| 水上オートバイ                     | ヤマハ発動機、川崎重工業、ボンバルディア・レクリエーショナルプロダクツ                                                    |
| 農業機械                           | クボタ、ヤンマー（ヤンマーホールディングス）、井関農機                                                                    |
| 印刷会社                           | 凸版印刷、大日本印刷 |
| 鉄道車両                           | 川崎車両、日本車輌製造、近畿車輛、総合車両製作所、日立製作所                                                              |
| 板ガラス                           | AGC、日本板硝子、セントラル硝子                                                                                           |
| ピアノ                             | ヤマハ、河合楽器製作所 |
| 広告代理店                         | 電通、博報堂DYホールディングス                                                                                            |
| 損害保険                           | MS&ADインシュアランスグループホールディングス、東京海上ホールディングス、SOMPOホールディングス                            |
| 宅配便                             | ヤマト運輸（宅急便）、佐川急便（飛脚宅配便）、日本郵便（ゆうパック）                                                      |
| 警備                               | セコム、綜合警備保障(ALSOK)、セントラル警備保障(CSP)                                                                      |
| 国内航空会社                       | ANAグループ、JALグループ                                                                                                  |
| コンビニエンスストア               | セブン-イレブン、ファミリーマート、ローソン （ただし、北海道では地元のセイコーマートが高いシェアを占めている）            |
| 牛丼チェーン店                     | ゼンショー(すき家・なか卯)、吉野家、松屋フーズ                                                                            |
| 通信カラオケ                       | 第一興商(DAM)、エクシング(JOYSOUND)                                                                                       |

## 寡占企業間の結託
寡占企業が共謀して価格を引き上げ、生産を制限するという一社独占に似た状態が生まれることもある。こうした共謀に公式な協定などがあれば、それはカルテルと呼ばれる。また寡占企業は、投資や生産増強による当該市場に固有のリスクを削減するため、不安定な市場を安定化させようと共謀をすることもある。ほとんどの国では、こうした共謀に対し独占禁止法などの法的制限がある。しかし法規制を逃れるため、公式な協定を作らずに共謀を起こすこともある（もちろん協定が文書化されなくても、企業同士に実際話し合いが行われれば、そうした共謀は違法となる）。たとえば、いくつかの産業では、市場のリーダーとして定評のある企業があり、そこがプライスリーダーとして価格を決めると他社も追随する、というものがある。さらに、長期的な商行為が繰り返された結果、暗黙のカルテルが出来上がっていることもある（たとえば、近接するガソリンスタンドで値引き合戦が繰り返されるうちに、お互いに値引きをしても利潤が増えないことを学び、自然と高い価格を付け合ったままにしている、など）。

## 寡占の分析
寡占に関する理論では、寡占企業の行動のモデル化のためゲーム理論を多用している。
- クールノー競争
  - このモデルでは、会社は供給量を定める。クールノー競争では均衡供給量は完全競争の場合に比べて低くなる。したがって均衡価格は完全競争の場合より高くなり、消費者余剰が減少する。生産者余剰（利潤）は増加するが、消費者余剰と生産者余剰を合計した総余剰は完全競争の場合より低くなる。また、会社数が多くなれば、その分均衡価格は減少し、完全競争に近づく。会社数を無限大とする極限では、完全競争とクールノー競争の均衡点は一致する。
- シュタッケルベルグ競争
  - このモデルでは、先導企業と、先導企業から戦略的影響を受ける一方の追随企業がある。先導企業は、追随企業の行動を自分の行動を通してコントロールできるため、先導企業のほうが利潤が高い（数量競争の場合）。
- ベルトラン競争
  - このモデルでは、会社は価格を定める。クールノー競争と異なり、2社のみでの均衡点と完全競争での均衡点は一致する。つまり、価格は限界費用と等しくなる。総余剰は完全競争時と等しく、パレート最適である。インターネットでの電化製品の販売などがベルトラン競争に近い。
- 独占的競争
  - この市場構造では、多数の企業が似た製品を生産して競争しているが、それぞれの製品は少しだけ差別化され違っていることから、ある程度の価格支配力（独占力）がある。よって価格がライバルより一円だけ高い場合、売り上げは減少するが、ゼロにはならない。
  - これは、需要の価格弾力性が有限であるという仮定と同値である。そのため、各企業は限界費用に利鞘を乗せた価格を設定できる。あるいは、限界費用×（1＋1/需要の価格弾力性）＝価格という関係から、価格は限界費用より高くなる。短期的には超過利潤が発生するが、この利潤は長期的には他の企業の参入によって消滅する。つまり、固定費用と粗利益が等しくなる点まで企業が参入する。
  - なお独占的競争は、それぞれの企業が直面する需要曲線は所与として自己の利潤最大化を図ると考えるので、企業は他企業の個別の戦略を意識して自己の戦略を決定すると考える伝統的な寡占理論の分析の枠には入らない。独占的競争はきわめて一般的な市場構造である。ホテル・洋服・靴・大学・携帯型MP3プレイヤー・音楽・本など例は無数にある。

## 文献情報
- 池田一新「寡占的な価格設定に関する三つの事例研究」『政經論叢』第27巻第5号、明治大学政治経済研究所、1958年12月10日、75-97頁、ISSN 03873285、NAID 120001439100。

- Mas-Colell, A., Whinston, M., and Green, J. (1995), Microeconomic Theory, Oxford University Press.
- Jehle, G. and Reny, P. (2011) Advanced Microeconomic Theory, Prentice Hall.